# Esprit de contradiction
L’esprit de contradiction est la tendance à prendre le contre-pied de ses interlocuteurs lors d’une discussion indépendamment de l’avis qu’ils expriment.
D'après le psychologue Gonzague Masquelier, il s'agit normalement d'une étape dans le développement d'un individu, qui permet de prendre son indépendance par rapport à ses parents. Cette réaction permet de former et d'affirmer son identité. Si cette attitude se prolonge au-delà de l'adolescence et qu'elle devient systématique et bornée, elle « atteste de profondes difficultés relationnelles ».